# Cayo Caballones
Cayo Caballones är en ö i Kuba.   Den ligger i provinsen Provincia de Ciego de Ávila, i den södra delen av landet, 400 km sydost om huvudstaden Havanna.